# Kim Leine
Kim Leine Rasmussen (Bø, 28 agosto 1961) è uno scrittore danese autore del romanzo storico Profeterne i Evighedsfjorden (tradotto da Guanda come Il fiordo dell'eternità), tradotto in molte lingue e per il quale gli è stato conferito il prestigioso Nordisk råds litteraturpris.